# Igor Gjadrov
Igor Gjadrov (Split, 4. svibnja 1929. – Zagreb, 30. siječnja 2014.), hrvatski dirigent i glazbeni pedagog.

## Životopis

### Porijeklo i obitelj
Potječe iz stare šibenske obitelji Gjardov, gdje je djed bio posjednik, a predak Augustin Gjardov, osnivač i prvi predsjednik Šibenske narodne glazbe i predstavnik Dalmacije u Carevinskom vijeću u Beču. Drugi djed, Vinko Palavršić, bio je učitelj u Sutivanu na Braču, orguljaš i voditelj crkvenog zbora i tamburaškog orkestra. Otac, dr. Gjerman Gjadrov, bio je vijećnik Stola sedmorice (Vrhovni sudac) u Zagrebu, te viši državni tužitelj. Majka Marica bila je učenica Josipa Hatzea i kao pijanistica se amaterski bavila komornim muziciranjem.

### Školovanje
Srednju muzičku školu Državnog konzervatorija završio je1947. u Zagrebu u glasovirskoj klasi Petra Dumičića. Dirigiranje je diplomirao na Muzičkoj akademiji u Zagrebu 1953. u klasi Milana Horvata. Od 1977. do 1981. bio je predsjednik Hrvatskog društva glazbenih umjetnika.

### Dirigentska karijera
Osvojio je prvu nagradu na Međunarodnom natjecanju mladih dirigenata u Besançonu 1954.
Usavršavao se od 1955. na Nacionalnoj akademiji Santa Cecilia u Rimu u klasi Fernanda Previtalija, magistriravši 1956.
Društveni orkestar Hrvatskoga glazbenog zavoda vodio je 1957. – 2005., a Simfonijski orkestar Muzičke akademije 1958. – 1987.
Umjetnički ravnatelj Kulturnog centra međunarodne federacije Muzičke omladine u Grožnjanu i dirigent grožnjanskoga Međunarodnoga komornog orkestra bio je 1978. – 1982. Vojvođansku omladinsku filharmoniju vodio je 1981. – 1990.
U svojoj dugoj dirigentskoj karijeri ravnao je svim simfonijskim orkestrima u nekadašnjoj Jugoslaviji. Gostovao je u Italiji, Austriji, Francuskoj, Njemačkoj, Poljskoj, Rusiji itd. Često je ravnao Zagrebačkom filharmonijom i Simfonijskim orkestrom Hrvatske radiotelevizije.
Snimio je više gramofonskih ploča i kompaktnih diskova, među kojima se ističe Hrvatska glazba XVIII i XIX stoljeća u nakladi Jugotona.

### Repertoar
Gjadrovljev dirigentski repertoar obuhvaćao je gotovo 1200 stilski raznovrsnih djela. Među skladateljima kojima se češće vraćao bili su Johann Sebastian Bach, Georg Friedrich Händel, Franz Joseph Haydn, Wolfgang Amadeus Mozart, Ludwig van Beethoven, Franz Schubert, César Franck, Ottorino Respighi, Dmitrij Šostakovič, odnosno Igor Stravinski.
Znatan dio svoga dirigentskog rada usredotočio je na domaće skladatelje, te je izveo ili praizveo više od 400 njihovih skladbi. U središtu pozornosti su mu bili Luko Sorkočević, te skladatelji XX stoljeća Bruno Bjelinski, Ivan Brkanović, Milo Cipra, Natko Devčić, Krešimir Fribec, Stjepan Šulek, odnosno Milko Kelemen.

### Pedagog
Gjadrovljev pedagoški rad koncentrirao se na zagrebačkoj Muzičkoj akademiji gdje je od 1958. djelovao kao docent, od 1966. kao izvanredni, a od 1977. do 1999. kao redoviti profesor. Bio je dekan Akademije 1987. – 1991, a 1989. – 1991. i prorektor za umjetnost Sveučilišta u Zagrebu. 
U njegovoj klasi diplomirali su mnogi istaknuti hrvatski dirigenti, među kojima i Sandro Zaninović,  Miro Belamarić, Zoran Juranić, Karlo Kraus, Vjekoslav Šutej, Loris Voltolini, Saša Britvić, Mladen Tarbuk, Alan Bjelinski.

## Nagrade i priznanja (izbor)
- 1954. – Nagrada Vatroslav Lisinski Hrvatskog glazbenog zavoda
- 1954. – I. nagrada na natjecanju mladih dirigenata u Besançonu
- 1956. – IV. nagrada na dirigentskom natjecanju u Rimu[1]
- 1964. – Nagrada Milka Trnina
- 1973. – Nagrada Grada Zagreba
- 1975. – Orden zasluga za narod sa srebrnom zvijezdom
- 1977. – povelja počasnog člana Hrvatskog glazbenog zavoda
- 1979. – Zlatna plaketa Muzičke omladine Hrvatske
- 1981. – plaketa zagrebačke Muzičke akademije
- 1985. – plaketa Muzičke omladine Vojvodine
- 1990. – zahvalnica 41. Dubrovačkih ljetnih igara
- 1994. – plaketa Hrvatskog društva glazbenih umjetnika[1]
- 1994. – medalja Zlatna bula u povodu 40. obljetnice umjetničkog rada[5]
- 1995. – spomen-povelja Festivala kajkavskih popevki Krapina
- 1996. – plaketa Zagrebačke filharmonije
- 1998. – orden Reda Danice hrvatske s likom Marka Marulića
- 1998. – Nagrada Vladimir Nazor za životno djelo
- 1999. – spomen-plaketa Sveučilišta u Zagrebu
- 2000. – Nagrada Vatroslav Lisinski Hrvatskog društva skladatelja
- 2000. – nagrada za životno djelo Hrvatskog društva glazbenih i plesnih pedagoga[1]

## Vanjske poveznice
- LZMK – Proleksis enciklopedija (Online): Gjadrov, Igor (životopis)
- Bach Cantatas Website: Igor Gjadrov (Conductor) (engl.) (životopis)
- HDGU – predsjednici Hrvatskog društva glazbenih umjetnika: Igor Gjadrov (životopis)
- Culturenet.hr – Igor Gjadrov. 80 godina glazbenih i izvanglazbenih događanja
- Večernji list (Online) – Branimir Pofuk: »Igor Gjadrov je kao dječak prijateljevao s knezom Pavlom«